# Autophila eremochroa
Autophila eremochroa là một loài bướm đêm trong họ Erebidae.